# La gloria è nei momenti
La gloria è nei momenti è un album degli Smodati, pubblicato nel 2011 dalla Brit Beat Records.

## Descrizione
Il disco contiene Now It’s Gone, cover della canzone incisa originariamente nel 1979 dai Chords.

## Tracce
Testi e musiche di Matteo Ragazzini, eccetto dove indicato.
1. Quegli anni – 2:54
2. Aprile, 26 – 3:51
3. Mille ed un party – 3:38 (musica: Mario Morandi)
4. In tempo per Natale – 3:23
5. Ragazza del tempo migliore – 3:21
6. Now It's Gone – 3:01 (The Chords)
7. Non sei la sola (forse) – 3:55
8. È così che va – 2:59
9. Conto le ore – 3:10
10. Incantesimi – 3:05